# Lords of Chaos: The Bloody Rise of the Satanic Metal Underground
Lords of Chaos: The Bloody Rise of the Satanic Metal Underground — книга Майкла Мойнихэна (англ. Michael Moynihan) и Дидрика Сёдерлинда (норв. Didrik Søderlind), посвящённая истории музыкального жанра блэк-метал.

## Содержание
Первые главы рассматривают историю использования оккультной тематики в музыке, начиная от таких хеви-метал групп как Black Sabbath, Coven и Black Widow до прото-блэк-метал групп Bathory, Mercyful Fate и Venom. Основное внимание в книге уделяется событиям конца 80-х — начала 90-х годов, времени возникновение и становления ранней норвежской блэк-метал сцены.
Значительную часть текста составляют интервью с музыкантами (Варг Викернес, Faust, Samoth и другими), которые, согласно предисловию, были сделаны Мойнихэном в 1995—1997 годах. Книга иллюстрирована чёрно-белыми фотографиями.

## Издания
Книга была выпущена издательством Feral House в 1998 году (ISBN 0-922915-48-2). В 2003 году вышло исправленное и дополненное издание, объём которого увеличился на 50 страниц (ISBN 0-922915-94-6). Версия книги на немецком языке была опубликована в 2002 году, соответствующее второе издание — в 2005 году (ISBN 3-936878-00-5). Существует перевод книги на русский язык под названием «Князья Хаоса. Кровавый восход норвежского блэка». 

## Критика и восприятие
Книга получила смешанные отзывы. Варг Викернес, которому уделено значительное внимание в работе Мойнихэна и Сёдерлинда, крайне негативно отозвался о содержании книги:
Смею заметить, что подавляющее большинство всех утверждений, сделанных в этой книге, — или неверные истолкования, выдернутые из контекста; недоразумения; злонамеренная ложь, высказанная врагами; результат невежества; чрезмерные преувеличения; и/или в лучшем случае третьесортная информация, включая утверждения, приписанные мне!Варг Викернес
В 1999 году книга была удостоена награды «Firecracker Alternative Book Award» в категории «музыка».

## Экранизация
В 2018 году на основе книги был снят фильм «Повелители хаоса» шведского режиссёра Юнаса Окерлунда. Главные роли исполнили: Рори Калкин, Эмори Коэн, Джек Килмер и Скай Феррейра.